# استان ایوانوف
استان ایوانوف (به روسی: Ива́новская о́бласть، تلفظ: ایوانووْسکایا اُبْلاست) یکی از واحدهای فدرالی کشور روسیه است.
جمعیت این استان ۱٬۱۴۸٬۳۲۹ نفر و مساحت آن ۲۱٬۸۰۰ کیلومتر مربع است.
سه شهر اصلی این استان، ایوانوفو (مرکز استان)، کینِشْما و شویا نام دارند.
رودخانه ولگا از بخش شمالی استان می‌گذرد و مرکز اصلی گردشگری این استان منطقه پلیوس است.

## پیشینه

استان ایوانوف در نقشهٔ روسیه.

استان صنعتی ایوانوف (Ива́новская Промы́шленная о́бласть) که در ۱۴ ژانویه ۱۹۲۹ تأسیس شده‌بود در تاریخ ۱۱ مارس ۱۹۳۶ به دو استان به نام‌های استان ایوانوف و استان یاروسلاول تقسیم شد.